# Barcarena
För andra betydelser, se Barcarena (olika betydelser).
Barcarena är en stad och kommun i norra Brasilien och ligger i delstaten Pará. Kommunen hade lite mer än 100 000 invånare, medan centralorten hade cirka 30 000 invånare år 2015. Staden är belägen vid Baia de Marajó, där bland annat Tocantinsfloden och Acaráfloden mynnar ut nära Atlanten. Världens största aluminiumraffinaderi, Alunorte, ligger i kommunen.

## Administrativ indelning
Kommunen var år 2010 indelad i två distrikt:
- Barcarena
- Murucupi